# بيتر مارشال (لاعب كريكت)
بيتر مارشال (4 أبريل 1963 في نيوزيلندا - ) (بالإنجليزية: Peter Marshall)‏ هو لاعب كريكت نيوزلندي.

## وصلات خارجية
- بيتر مارشال على موقع إي آس بي آن كريك إنفو (الإنجليزية)